# Marijan Nakić
Marijan Nakić (deutsche Namensform: Marian Nakitsch, * 1952 in Novska, Kroatien) ist ein deutscher Schriftsteller.

## Leben
Marijan Nakić ist gebürtiger Jugoslawe. Er absolvierte eine Maurerlehre und studierte von 1976 bis 1983 Ökonomie an der Universität Zagreb. Seine Eltern und seine beiden Geschwister lebten bereits seit Ende der Sechzigerjahre in der Bundesrepublik Deutschland; Marijan Nakić hingegen wurde die Aufenthaltsgenehmigung lange aus gesundheitlichen Gründen verweigert. Dennoch bildete sich bei ihm über die Beschäftigung mit der deutschen Literatur eine ausgesprochen enge Beziehung zur deutschen Sprache aus, die er sich autodidaktisch angeeignet hatte. Seit 1994 lebt er als freier Schriftsteller in Deutschland.
Marijan Nakić veröffentlichte 1977 seinen ersten Gedichtband in
serbokroatischer Sprache. In den folgenden Jahren übersetzte er für kroatische Zeitschriften Prosa und Lyrik aus dem Deutschen und Englischen ins Serbokroatische. 1994 erschien ein Band mit Gedichten in deutscher Sprache.
Marijan Nakić ist Mitglied des Verbands Deutscher Schriftsteller. 1992 erhielt er den Literaturpreis der Jürgen Ponto-Stiftung, 1994 den Siegburger Literaturpreis, 1995 den Andreas-Gryphius-Preis, 1996 den Förderpreis zum Adelbert-von-Chamisso-Preis sowie 1997 ein Stipendium des Literarischen Colloquiums Berlin.

## Werke in deutscher Sprache
- Flügelapplaus, Frankfurt am Main 1994